# Gers Delia
Gers Delia, född den 2 juni 1992 i Albanien, är en albansk fotbollsspelare som spelar för schweiziska FC Laufen. Han spelar oftast som anfallsspelare.